# كولنسونية أنيسونية
كولنسونية أنيسونية (الاسم العلمي:Collinsonia anisata) هي نوع من النباتات تتبع جنس الكولنسونية من الفصيلة الشفوية.